# コクと深みの名推理
コクと深みの名推理シリーズ（コクとふかみのめいすいりシリーズ、A Coffeehouse Mystery）は、アメリカ合衆国の作家クレオ・コイルによる長編推理小説のシリーズ。コージー・ミステリ。
日本では、小川敏子訳にてランダムハウス講談社文庫→原書房コージーブックスで刊行されている。

## 概要
ニューヨークの老舗コーヒーハウスを切り回すシングルマザーの主人公が、コーヒーやコーヒー豆、ケーキやペイストリー、コーヒーのケータリング、更にはコーヒーハウスそのもの等に関する事件に遭遇し、持ち前の好奇心とバイタリティから捜査活動に首を突っ込み、家族や友人、恋人と協力しながら事件解決に関与するストーリー。
毎巻末には、その話中で言及された料理やデザート、飲料のレシピが数件ずつ紹介されている。

## 主要登場人物
クレア・コージー (Clare Cosi)
主人公。ニューヨークの老舗コーヒーハウス「ビレッジブレンド (Village Blend)」のマネジャー。
マテオとの間に娘ジョイをもうけるが、マテオの女性関係と麻薬癖から離婚。シングルマザーとしてフードライターで生計を立てながらジョイを育てる。
子育てが一段落した後、義母のマダム・デュボアから「ビレッジブレンド」のマネジャーとして雇われる。
様々な事件を解決に導き、親しい警察関係者からはコーヒーレディー (Coffee Lady)と呼ばれることもある。
愛猫はジャヴァ (Java)とフロシー (Frothy)。
マテオ・アレグロ (Matteo Allegro)
クレアの元夫。「ビレッジブレンド」のバイヤーで、世界を股に掛けるコーヒーハンター。
クレアとの間に娘ジョイがいる。クレアとの離婚後、セレブリティの女性編集者と再婚するが離婚。
マダム・デュボア (Madame Blanche Dreyfus Allegro Dubois)
マテオの母親でクレアの元義母。「ビレッジブレンド」のオーナー。
ジョイ (Joy Allegro)
クレアとマテオの娘。料理学校とレストランでフランス料理の修業を積み、18巻時点では「ビレッジブレンド」ワシントンD.C.支店の支店長。
マイク・クィン警部補 (Mike Quinn)
ニューヨーク市警察薬物過剰摂取捜査班の警部補。クレアの恋人。18巻冒頭でクレアにプロポーズ。
エマヌエル・フランコ巡査部長 (Emmanuel Franco)
ニューヨーク市警の巡査部長。ジョイの恋人。誤解からマテオを逮捕したことがあり、彼からは嫌われている。
ロリ・ソールズ刑事 (Lori Soles)
ニューヨーク市警の女性刑事。
スー・エレン・バス刑事 (Sue Ellen Bass )
ニューヨーク市警の女性刑事。
タッカー・バートン (Tucker Burton)
ビレッジブレンドのアシスタント・マネジャー。モップのようなもじゃもじゃの髪の毛がトレードマーク。舞台演出家兼役者。
ダンテ・シルバ (Dante Silva)
ビレッジブレンドの男性バリスタ。画家。
エスター・ベスト (Esther Best)
ビレッジブレンドの女性バリスタ。毒舌が持ち味の詩人でラッパー。髪は漆黒で黒縁メガネ。恋人のボリスはロシア生まれのパン職人でラッパー。
ナンシー・ケリー
ビレッジ・ブレンドの女性スタッフ。小麦色の髪を二本の三つ編みにしており、青いギンガムチェックのミニスカートがお気に入りのスタイル。

## 作品一覧
1. 名探偵のコーヒーのいれ方 (On What Grounds)　ISBN 978-4270100622
2. 事件の後はカプチーノ (Through the Grinder)　ISBN 978-4270100936
3. 秋のカフェ・ラテ事件 (Latte Trouble)　ISBN 978-4270101278
4. 危ない夏のコーヒー・カクテル (Murder Most Frothy)　ISBN 978-4270101735
5. 秘密の多いコーヒー豆 (Decaffeinated Corpse)　ISBN 978-4270102497
6. コーヒーのない四つ星レストラン　(French Pressed)　ISBN 978-4270102923
7. エスプレッソと不機嫌な花嫁　(Espresso Shot)　ISBN 978-4270103326
8. クリスマス・ラテのお別れ　(Holiday Grind)　ISBN 978-4270103692
9. 深煎りローストはやけどのもと (Roast Mortem)　ISBN 978-4270103968
10. モカマジックの誘惑 (Murder by Mocha)　ISBN 978-4270104293
11. 謎を運ぶコーヒー・マフィン　(A Brew to a Kill)　ISBN 978-4562060252
12. 聖夜の罪はカラメル・ラテ　(Holiday Buzz)　ISBN 978-4562060344
13. 億万長者の究極ブレンド (Billionaire Blend)　ISBN 978-4562060436
14. 眠れる森の美女にコーヒーを (Once Upon A Grinde)　ISBN 978-4562060559
15. 大統領令嬢のコーヒーブレイク (Dead to the Last Drop) ISBN 978-4562060726
16. 沈没船のコーヒーダイヤモンド　(Dead Cold Brew) ISBN 978-4562060863
17. ほろ苦いラテは恋の罠　(Shot In the Dark) ISBN 978-4562060979
18. コーヒー・ケーキに消えた誓い  (Brewed Awakening) ISBN 978-4562061082
19. ハニー・ラテと女王の危機  (Honey Roasted) ISBN 978-4562061242
20. No Roast For the Weary